# ISIM

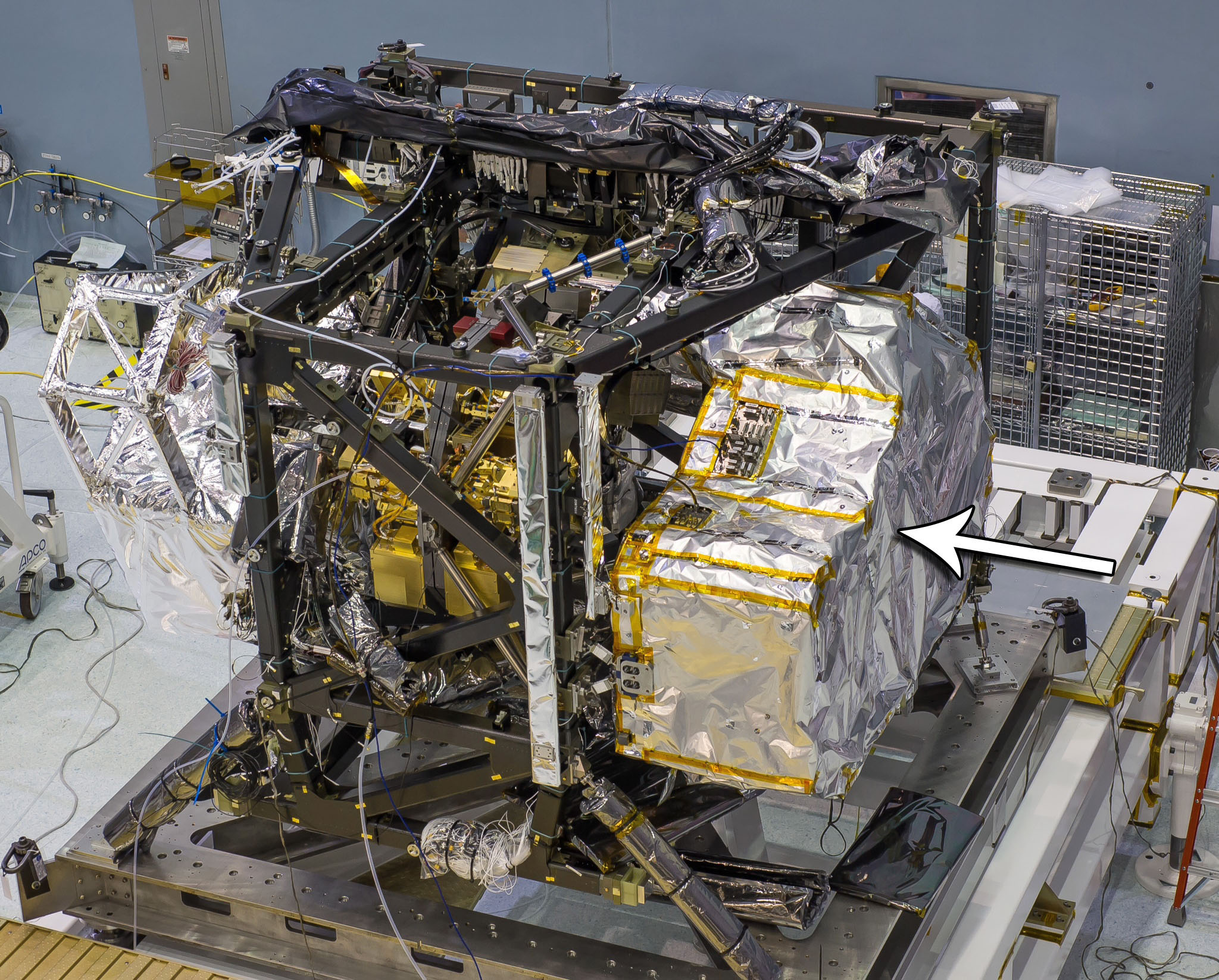
Il modulo ISIM con i 4 strumenti scientifici alloggiati

L'ISIM, Integrated Science Instrument Module è uno dei tre elementi principali che compongono la struttura del JWST, il telescopio a raggi infrarossi orbitante il cui lancio è previsto per il 2018. Gli altri elementi del JWST sono il telescopio ottico (OTE) e il sistema navicella, che comprende la navetta (Spacecraft Bus) ed il tettuccio parasole.
L'ISIM comprende quattro strumenti scientifici ed un sensore di orientamento preciso. Gli strumenti del modulo ISIM sono i seguenti:
- NIRCam (Near-Infrared Camera), fornito dall'Università dell'Arizona
- NIRSpec (Near-Infrared Spectrograph), progettato dall'ESA, con componenti forniti dal NASA/Goddard Space Flight Center (GFSC)
- MIRI (Mid-Infrared Instrument), fornito dall'Agenzia Spaziale Europea (ESA), e dal NASA Jet Propulsion Laboratory (JPL)
- FGS/NIRISS (Fine Guidance Sensor/Near InfraRed Imager and Slitless Spectrograph) fornito dall'Agenzia Spaziale Canadese.

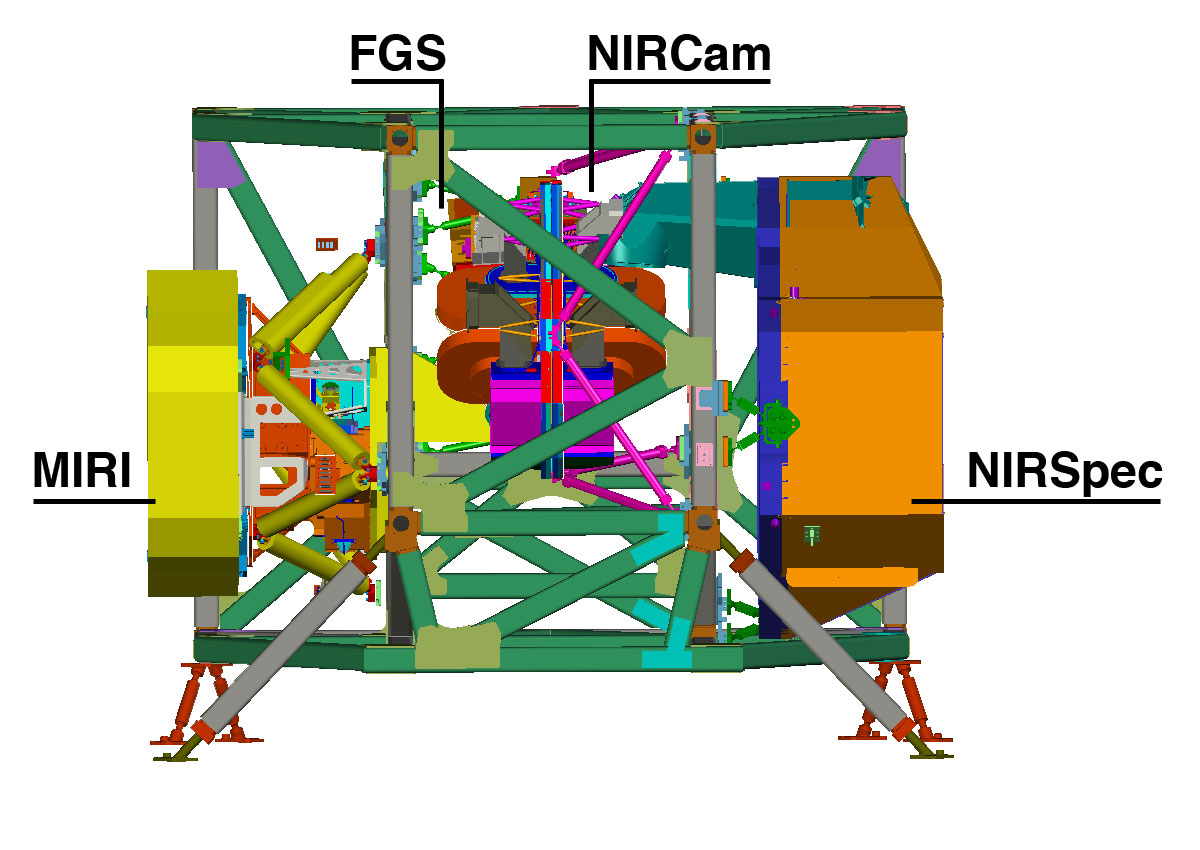
Schema a blocchi degli strumenti collocati nel modulo ISIM

L'ISIM ha una massa di 1400 kg ed è circa un quarto di quella totale della struttura. Il sistema fornisce energia elettrica, risorse di calcolo, un raffreddamento passivo e stabilità strutturale al telescopio Webb. La struttura portante è realizzata con un composito di grafite epossidica ed è protetta esternamente da deflettori placcati in oro progettati per dirigere e dissipare il calore verso l'esterno.

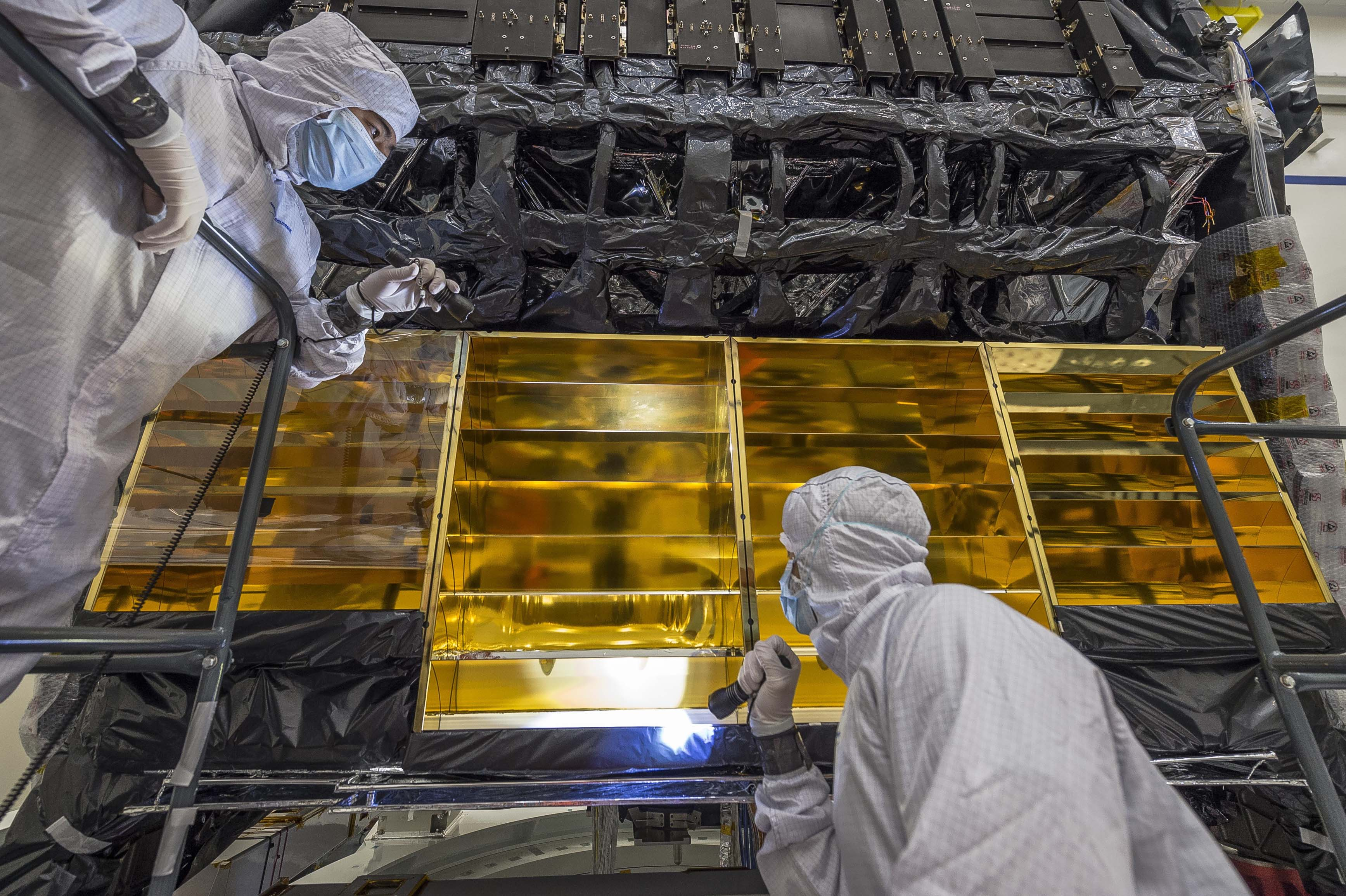
Ispezione dei deflettori a copertura del modulo ISIM

Il modulo ISIM è stato suddiviso in tre regioni, al fine di compattare gli strumenti scientifici, di calcolo e controllo termico

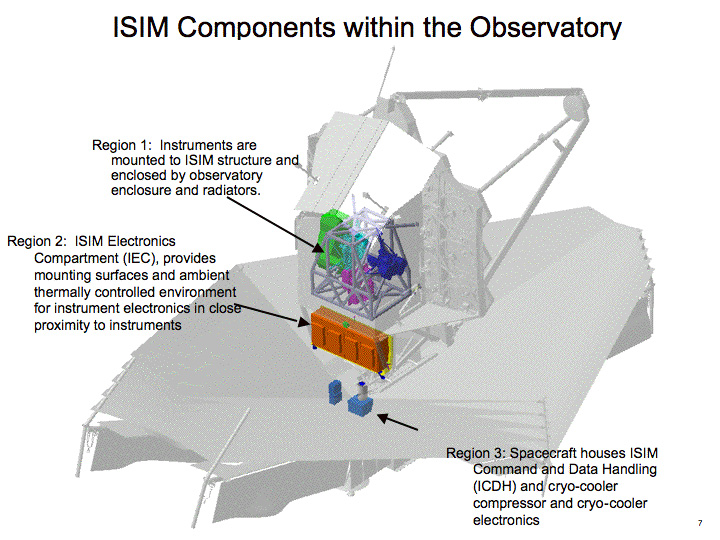
Suddivisione in 3 regioni del modulo ISIM: strumenti scientifici, controllo criogenico, controlli elettronici

Nella regione 1 è allocato il modulo criogenico. Raffredda i rivelatori a scorrimento a 39 K. È il primo stadio di raffreddamento affinché il calore della sonda stessa non interferisca con la luce infrarossa rilevata dalle sorgenti cosmiche. Il sottosistema di gestione termica dell'ISIM / OTE fornisce raffreddamento passivo. Altri dispositivi abbassano ulteriormente la temperatura.
Nella regione 2 è allocato il modulo elettronico dell'ISIM (IEC), che fornisce un ambiente controllato termicamente per l'elettronica di supporto a stretto contatto con gli strumenti scientifici.
Nella "Regione 3" vi è il modulo di comando dell'ISIM e gestione dei dati (ICDH), con integrato il software di volo dell'ISIM, il compressore criogenico ed il controllo elettronico della Miri.